# Maledetta primavera
Pour plus de détails, voir Fiche technique et Distribution.
Maledetta primavera (en français : « printemps maudit ») est un film italien de 2020 réalisé par Elisa Amoruso (it). 
L'histoire est librement inspirée du roman Sirley écrit par la réalisatrice elle-même pour les éditions Fandango. Le film est dévoilé le 21 octobre 2020 au Festival international du film de Rome, et sort le 3 juin 2021.  

## Synopsis
1990. Nina a 13 ans et a une famille incroyablement désordonnée. Elle se retrouve catapultée du centre de Rome dans un quartier de banlieue : des gratte-ciel gris, des garçons en scooter et une drôle de grand-mère qui passe tout son temps à jouer aux cartes. Une rencontre soudaine vient tout bouleverser, comme une tempête : elle a 13 ans, habite l'immeuble d'en face et danse la lambada. Elle s'appelle Sirley, elle est originaire de Guyane et a un rêve ambitieux : jouer Notre-Dame dans la procession du quartier. Un lien intense et très fort se crée entre les deux. Leur amitié amènera Nina à perdre enfin le contrôle et à découvrir sa place non seulement dans le monde, mais aussi dans le cœur de sa famille. 

## Fiche technique
- Titre original : Maledetta primavera
- Réalisation : Elisa Amoruso (it)
- Scénario : Elisa Amoruso, Paola Randi, Eleonora Cimpanelli
- Photographie : Martina Cocco
- Montage : Chiara Griziotti
- Musique : Riccardo Sinigallia (it)
- Décors : Giada Esposito
- Costumes : Gaia Calderone
- Production : Angelo Barbagallo
- Sociétés de production : BiBi Film, Rai Cinema
- Pays de production :  Italie
- Langue originale : italien
- Format : couleurs - 2,39:1
- Durée : 94 minutes
- Genre : Comédie dramatique
- Dates de sortie : 
  - Italie : 23 octobre 2020 (Festival du film de Rome) ; 3 juin 2021 (sortie nationale)
  - France : 19 juin 2021

## Distribution
- Micaela Ramazzotti : Laura
- Giampaolo Morelli : Enzo
- Emma Fasano : Nina
- Federico Ielapi : Lorenzo
- Manon Bresch : Sirley
- Fabrizia Sacchi : Nadia
- Orietta Notari : Sœur Caterina
- Clara Galante : Sœur Marie
- Sara Franchetti : Grand-mère Adriana
- Massimo Cagnina : Cicala
- Eliana Miglio : Alba
- Claudio Bigagli : Prêtre

## Production
Le film est une production BiBi Film, Rai Cinema, avec la contribution du ministère de la Culture.

## Promotion
Le film est présenté au Festival du Film de Rome 2020 et projeté pour la première fois dans les cinémas italiens le 3 juin 2021.